# FSV Rot-Weiß Prenzlau
Der FSV Rot-Weiß Prenzlau ist ein deutscher Sportverein aus Prenzlau im nordostdeutschen Landkreis Uckermark. Er hatte 2010 etwa 260 Mitglieder und stellte Mannschaften im Männer-, Junioren- und Freizeitbereich. Rot-Weiß spielt im Uckerstadion, das ungefähr 4.000 Plätze umfasst. Das Uckerstadion verfügt über eine Haupttribüne, auf der 1.000 Zuschauer auf Bänken Platz nehmen können.

## Geschichte

Historisches Logo der BSG Lok/Armaturen bis 1991

Die Wurzeln des FSV Rot-Weiß Prenzlau reichen bis zur SG Prenzlau zurück, die im Jahr 1946 gegründet wurde. Die SG wurde 1948 in Blau-Weiß Prenzlau und 1949 in Eintracht Prenzlau umbenannt. Mit der Einführung des Systems der Betriebssportgemeinschaften in Ostdeutschland wurde die SG 1950 zunächst in die BSG Motor und wenig später in die BSG Traktor Prenzlau umgewandelt.
1952 gehörten die Fußballspieler, ab Januar 1953 als BSG Lokomotive, zu den Mannschaften der ersten Stunde in der neu gegründeten drittklassigen Bezirksliga Neubrandenburg. Trotz guter Platzierungen in den 1960er Jahren und dem Gewinn von vier Bezirksmeisterschaften zwischen 1965 und 1970 kamen die Prenzlauer nicht über die Drittklassigkeit hinaus. Waren die fußballerischen Möglichkeiten mit der Deutschen Reichsbahn als Trägerbetrieb noch beschränkt, kam mit dem Einstieg des Armaturenwerkes Prenzlau (AWP) und der Fusion mit dessen BSG Armaturen ab 1979 der sportliche Aufschwung. Als BSG Lok/Armaturen Prenzlau gelang 1982 nach dem Gewinn ihrer fünften Bezirksmeisterschaft endlich der Aufstieg in die zweitklassige DDR-Liga, in der die BSG abgesehen von zwei kurzen Unterbrechungen insgesamt sieben (von neun möglichen) Spielzeiten aktiv war. Allerdings erreichte die Mannschaft aus der Uckermark stets nur Platzierungen im unteren Drittel der Tabelle.

Historisches Logo des FSV Rot-Weiß-Logo 1991–2013

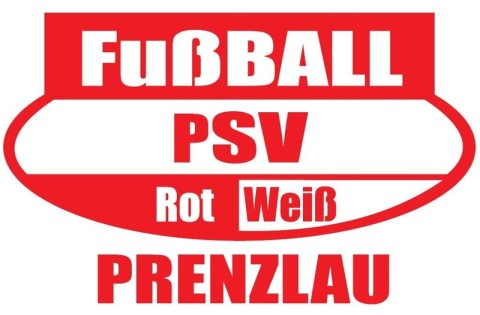
Historisches Logo des PSV Rot-Weiß-Logo 2013–2015

Historisches Logo des SC BW Energie-Logo 2015–2017

Nach dem ökonomisch bedingten Zusammenbruch der ostdeutschen Betriebssportgemeinschaften gründeten frühere Mitglieder der BSG Lok/Armaturen 1991 den FSV Rot-Weiß Prenzlau. Die Fußballmannschaft der ehemaligen BSG war zur Saison 1991/92 in die neue NOFV-Oberliga eingegliedert worden. Sportliche Erfolge konnten die Prenzlauer danach nicht mehr erreichen, nach dem Abstieg 1996 in die Verbandsliga Brandenburg wurde die Mannschaft über die Landesliga Nord bis zum Jahr 2005 in die Landesklasse Nord durchgereicht. Im Jahr 2010 konnte der Meistertitel in der Landesklasse Nord errungen werden und der FSV stieg somit wieder in die Landesliga auf. 2013 wurde der Verein in den Prenzlauer SV Rot-Weiß und zum 1. Januar 2015 in SC Blau-Weiß Energie Prenzlau umbenannt. Nach erneutem Abstieg gelang 2016 noch einmal die Rückkehr in die Nordstaffel der Landesliga.
Vor dem Start in die Saison 2017/18 meldete der Verein seine Mannschaft aus der Landesliga ab und stand somit bereits als erster Absteiger fest. Im September 2017 bestätigte der Verein die Insolvenz (Zahlungsunfähig) und löste sich auf. Um die Jugendabteilungen und alle anderen Mannschaften aufzufangen, wurde mit dem Prenzlauer Sport Verein Uckermark ein Nachfolgeverein gegründet. Seit der Saison 2018/2019 tritt der Verein neugegründet als FSV Rot-Weiß Prenzlau an und spielte seinerzeit in der Kreisliga Uckermark. 2022 stiegen sie in die Kreisoberliga auf. Bereits ein Jahr später gelang der Aufstieg in die Landesklasse und der Gewinn des Supercup im Kreis Uckermark.

## Statistik
- Teilnahme DDR-Liga: 1982–1984, 1985–1988, 1989–1991
- Teilnahme NOFV-Oberliga Nord: 1991–1996
- Meister der Bezirksliga Neubrandenburg: 1965, 1966, 1969, 1970, 1982, 1985, 1989
- Ewige Tabelle der Brandenburg-Liga: Platz 45
- Ewige Tabelle der Fußball-Oberliga Nordost: Platz 101
- Ewige Tabelle der DDR-Liga: Platz 74
- Ewige Tabelle der DDR-Bezirksliga Neubrandenburg: Platz 5

## Trainer
Günther Guttmann war von 1985 bis 1995 Trainer der BSG und des FSV. Zuvor hatte er die DDR-Oberligisten Stahl Riesa und Energie Cottbus trainiert. Von 2009 bis 2011 war der ehemalige DDR-Liga Spieler Hans-Jürgen Persecke Trainer der 1. Mannschaft. Unter Persecke gelang auch der Aufstieg in die Landesliga. 2013/2014 wurde die Mannschaft von Andreas Lemcke betreut. Ab der Saison 2014/2015 bis 2016/2017 wurde das Team von Heiko Stäck trainiert. Nach der Auflösung des Vereins trainierte Stäck den Torgelower FC Greif vom März bis Oktober 2018. Von der Saison 2018/2019 bis 2022 wurde die Mannschaft vom Trainerteam Rene Schilling und Jörg Scharein trainiert. Seit 2022/2023 trainiert Christian Rauch die erste Mannschaft.

## Stadion
Das insgesamt 6,8 ha große Uckerstadion liegt im Süden der Stadt Prenzlau am Ufer des Unteruckersees und ist im Besitz der Stadt. Es wurde 1927/28 unter Einsatz zahlreicher Arbeitsloser erbaut. In den Jahren 1969/70 wurde das Stadion umfassend neu gestaltet und erhielt eine Entwässerungsanlage. Aktuell ist das Uckerstadion mit einem Rasenplatz mit moderner Beregnungsanlage, einer 400-m-Laufbahn und weiteren Leichtathletikanlagen ausgestattet. Es verfügt über ca. 4.000 Plätze (Stand 2012). Im Jahr 2009 wurden für ca. 1,8 Mio. € der Hauptplatz sowie die Tribüne neu gebaut. Somit verfügt das Stadion nunmehr über ca. 1.000 Sitzplätze, davon 300 überdachte. Zum Gelände gehören außerdem zwei Rasenplätze, ein Hartplatz mit Flutlicht sowie zwei Kleinfeldplätze. Zukünftig soll der Hartplatz in einen Kunstrasenplatz umgebaut werden. Aktuell wird mit Kosten von etwa 500.000 € gerechnet.

## Weitere Sportarten
Neben dem Fußball betreibt der Verein eine Wassersportabteilung mit Kanu fahren. Auch veranstaltet er den Hügelmarathon, eine Radsportveranstaltung mit unterschiedlichen Strecken.